# Lynceus tropicus
Lynceus tropicus är en kräftdjursart som beskrevs av Daday 1927. Lynceus tropicus ingår i släktet Lynceus och familjen Lynceidae. Inga underarter finns listade i Catalogue of Life.